# ژن: تاریخچه‌ای خودمانی
ژن: تاریخچه‌ای خودمانی (انگلیسی: The Gene: An Intimate History) کتابی علمی عامه‌پسند نوشته شده توسط سیدارتا موکرجی پزشک و سرطان‌شناس هندی-آمریکایی است که در ۱۷ مه ۲۰۱۶ توسط انتشارات پسران چارلز اسکریبنر منتشر شد. او برای این کتاب جایزه ادبی ساموئل جانسون را دریافت نمود.